# Psylla tobirae
Psylla tobirae är en insektsart som beskrevs av Miyatake 1964. Psylla tobirae ingår i släktet Psylla och familjen rundbladloppor. Inga underarter finns listade i Catalogue of Life.